# Promozione Veneto 1979-1980
Nella stagione 1979-1980 la Promozione era sesto livello del calcio italiano (il massimo livello regionale). Qui vi sono le statistiche relative al campionato in Veneto.
Il campionato è strutturato in vari gironi all'italiana su base regionale, gestiti dai Comitati Regionali di competenza. Promozioni alla categoria superiore e retrocessioni in quella inferiore non erano sempre omogenee; erano quantificate all'inizio del campionato dal Comitato Regionale secondo le direttive stabilite dalla Lega Nazionale Dilettanti, ma flessibili, in relazione al numero delle società retrocesse dal Campionato Interregionale e perciò, a seconda delle varie situazioni regionali, la fine del campionato poteva avere degli spareggi sia di promozione che di retrocessione.

## Girone A

### Squadre partecipanti
| Club                         | Città                      |
| ---------------------------- | -------------------------- |
| A.C. Bassano Virtus          | Bassano del Grappa (VI)    |
| U.S. Cerea                   | Cerea (VR)                 |
| A.S. Cittadella              | Cittadella (PD)            |
| A.C. Cornedo                 | Cornedo Vicentino (VI)     |
| U.S. Euganea Teolo           | Teolo (PD)                 |
| U.S. Lendinarese             | Lendinara (RO)             |
| U.S. Malo                    | Malo (VI)                  |
| G.S. Officine Bra Valpantena | Quinto di Valpantena (VR)  |
| U.S. Petrarca                | Padova (PD)                |
| Rovigo Calcio                | Rovigo (RO)                |
| A.C. S.A.B.A. Zanè           | Zanè (VI)                  |
| A.C. San Vitale              | Megliadino San Vitale (PD) |
| A.S. Sommacampagna           | Sommacampagna (VR)         |
| A.C. Thiene                  | Thiene (VI)                |
| A.C. Trissino                | Trissino (VI)              |
| F.C. Union Clodiasottomarina | Sottomarina (VE)           |

### Classifica finale
|  | Pos. | Squadra                 | Pt | G  | V  | N  | P  | GF | GS | DR  |
|  | ---- | ----------------------- | -- | -- | -- | -- | -- | -- | -- | --- |
|  | 1.   | Sommacampagna           | 44 | 30 | 18 | 8  | 4  | 37 | 14 | +23 |
|  | 2.   | Rovigo                  | 38 | 30 | 15 | 8  | 7  | 49 | 30 | +19 |
|  | 3.   | Cittadella              | 36 | 30 | 12 | 12 | 6  | 37 | 30 | +7  |
|  | 4.   | Bassano Virtus          | 31 | 30 | 11 | 9  | 10 | 27 | 26 | +1  |
|  | 4.   | Union Clodiasottomarina | 31 | 30 | 8  | 15 | 7  | 20 | 24 | -4  |
|  | 6.   | Euganea Teolo           | 30 | 30 | 9  | 12 | 9  | 34 | 28 | +6  |
|  | 6.   | Malo                    | 30 | 30 | 8  | 14 | 8  | 33 | 30 | +3  |
|  | 6.   | S.A.B.A. Zanè           | 30 | 30 | 12 | 6  | 12 | 27 | 25 | +2  |
|  | 9.   | Lendinarese             | 29 | 30 | 9  | 11 | 10 | 27 | 27 | 0   |
|  | 10.  | Thiene                  | 28 | 30 | 6  | 16 | 8  | 29 | 29 | 0   |
|  | 10.  | San Vitale              | 28 | 30 | 7  | 14 | 9  | 28 | 36 | -8  |
|  | 12.  | Officine Bra Valpantena | 27 | 30 | 8  | 11 | 11 | 24 | 32 | -8  |
|  | 13.  | Trissino                | 26 | 30 | 7  | 12 | 11 | 33 | 35 | -2  |
|  | 14.  | Cerea                   | 26 | 30 | 6  | 14 | 10 | 20 | 26 | -6  |
|  | 15.  | Cornedo                 | 24 | 30 | 7  | 10 | 13 | 24 | 35 | -11 |
|  | 16.  | Petrarca                | 22 | 30 | 7  | 8  | 15 | 26 | 48 | -22 |

Verdetti

## Girone B

### Squadre partecipanti
| Club                        | Città                     |
| --------------------------- | ------------------------- |
| A.C. Belluno                | Belluno (BL)              |
| U.S. Europeo Cessalto       | Cessalto (TV)             |
| A.C. Expo Bob. Portobuffolé | Portobuffolé (TV)         |
| A.C. Fiesso d’Artico        | Fiesso d'Artico (VE)      |
| A.C. Julia                  | Concordia Sagittaria (VE) |
| G.S. Martellago             | Martellago (VE)           |
| U.S. Miranese               | Mirano (VE)               |
| U.S. Muranese               | Murano (VE)               |
| U.S. Opitergina             | Oderzo (TV)               |
| A.C. Pellizzari             | Vedelago (TV)             |
| A.S. Pievigina              | Pieve di Soligo (TV)      |
| A.C. Portogruaro            | Portogruaro (VE)          |
| A.C. Pro Mogliano           | Mogliano Veneto (TV)      |
| A.S. Rosada San Fior        | San Fior (TV)             |
| A.C. Sandonà                | San Donà di Piave (VE)    |
| U.S. Vittorio Veneto        | Vittorio Veneto (TV)      |

### Classifica finale
|  | Pos. | Squadra          | Pt | G  | V  | N  | P  | GF | GS | DR  |
|  | ---- | ---------------- | -- | -- | -- | -- | -- | -- | -- | --- |
|  | 1.   | Opitergina       | 46 | 30 | 18 | 10 | 2  | 38 | 16 | +22 |
|  | 2.   | Pievigina        | 42 | 30 | 16 | 10 | 4  | 39 | 21 | +18 |
|  | 3.   | Julia            | 35 | 30 | 13 | 9  | 8  | 34 | 26 | +8  |
|  | 4.   | Portogruaro      | 32 | 30 | 11 | 10 | 9  | 43 | 32 | +11 |
|  | 4.   | Pellizzari       | 32 | 30 | 10 | 12 | 8  | 23 | 19 | +4  |
|  | 6.   | Fiesso d'Artico  | 31 | 30 | 11 | 9  | 10 | 33 | 30 | +3  |
|  | 7.   | Sandonà 1922     | 30 | 30 | 9  | 12 | 9  | 36 | 35 | +1  |
|  | 8.   | Miranese         | 29 | 30 | 8  | 13 | 9  | 18 | 23 | -5  |
|  | 9.   | Belluno          | 27 | 30 | 6  | 15 | 9  | 23 | 25 | -2  |
|  | 9.   | Vittorio Veneto  | 27 | 30 | 6  | 15 | 9  | 19 | 21 | -2  |
|  | 9.   | Pro Mogliano     | 27 | 30 | 7  | 13 | 10 | 27 | 33 | -6  |
|  | 12.  | Rosada San Fior  | 26 | 30 | 8  | 10 | 12 | 25 | 32 | -7  |
|  | 13.  | Muranese         | 25 | 30 | 6  | 13 | 11 | 26 | 34 | -8  |
|  | 14.  | Martellago       | 24 | 30 | 8  | 8  | 14 | 22 | 31 | -9  |
|  | 14.  | Europeo Cessalto | 24 | 30 | 6  | 12 | 12 | 23 | 40 | -17 |
|  | 16.  | Expo Bob. Mobili | 23 | 30 | 3  | 17 | 10 | 25 | 36 | -11 |

Verdetti